# おばたのお兄さん
おばたのお兄さん（おばたのおにいさん、1988年〈昭和63年〉6月5日 - ）は、日本のお笑いタレント、ものまねタレント、俳優、草野球チーム監督兼選手、YouTuber、TikToker、魚沼特使、アイドルグループ吉本坂46のメンバー。新潟県立小出高等学校、日本体育大学体育学部卒業。吉本興業東京本社所属。妻はフジテレビアナウンサーの山﨑夕貴。軟式野球日本代表。

## 来歴
1988年6月5日、新潟県魚沼市（旧北魚沼郡小出町）生まれ。典型的な目立ちたがり屋で、学級委員長が何かもわかっていないのに立候補していた。
小学校時代に野球・剣道・アルペンスキーを経験し、剣道で全国大会に出場。アルペンスキーでは新潟県地区の強化指定選手に選出された経験を持ち、中学以降は野球に専念。
魚沼市立小出中学校、新潟県立小出高等学校と硬式野球部でショートストップのポジションにつき、高校ではキャプテンを務めていた。日本体育大学では軟式野球部への所属を試みるも、右肘の怪我により離脱しラクロス部で活動。ポジションはG（ゴーリー）だった。自身が大学1年生の時に、4年生の活躍もあって学生日本一の実績を残した。なお、おばたが4年生になった大会では、関東学生リーグの最終戦で、一橋大学に敗れ、学生日本一は果たせなかった。
大学1年生の時に、関東圏の大学ラクロス部が集まる合宿に参加して一発芸を披露した際に、他大学の学生から「日体大の一発芸のやつ」と浸透し、4年生の冬にR-1グランプリに挑戦した。
大学3年生で就職活動を行う時期に、母親にお笑いの道に進みたいことを打ち明けて大反対され、番組制作会社の内定を取り、ラクロス引退後は内定者研修を受けていたが、表舞台への夢を諦めきれず、同年度の3月に内定を辞退した。その後、もう1度母親を説得し、金銭面の援助はしない約束を受けて、大学卒業後はお笑いの養成所に入るために、八百屋でアルバイトをし、それと並行して学生時代からお世話になっていた焼き鳥屋でのバイトやお笑いの勉強をしていた。節約生活を続け、1年間で貯めた貯金額が書かれた通帳を母親に見せ「1年間頑張れるんだったらやってみ」と初めて背中を押され、芸人の道を歩み始めた。
24歳で吉本総合芸能学院に東京18期生として入学。入学直後の「相方探しの会」で池田直人（現・レインボー）とコンビ「ひので」を結成し、2013年にデビュー。「ひので」時代は無限大ホールで活動し、結成1年目で劇場のトップ層に這い上がり、激辛グルメカップ・お笑いバトルコロシアム2014優勝の経験を持つ。
R-1ぐらんぷり2015に「体育くん」名義で出場し1回戦を突破した。
2016年1月31日を以て「ひので」を解散。解散の話は池田が持ち掛けた。解散後は新しい相方を探さずにピン芸人で活動を始めた。最初は本名を平仮名表記にした「おばたかずき」を芸名としていたが、その後暫くして「おばたのお兄さん」に改めて活動し、現在までに至る。
ピン芸人で世の中に認知される最短手段として「年に3回程放送されるものまね番組」「どのお笑いブームにも必ずあるリズムネタ」「当時誰もやっていなかったセグウェイを使用したネタ」の3つに絞り、どれか一発当たればいいと思っていた矢先、2017年1月放送のフジテレビ『爆笑そっくりものまね紅白歌合戦スペシャル』に出演。ピコ太郎の『ペンパイナッポーアッポーペン』（PPAP）の音楽に乗せて行った小栗旬のモノマネがSNSで話題を集め、放送後にはTwitterのフォロワー数が1週間で10倍に上がるほど一躍脚光を浴びた。ただ当時は事務所がSNSに対する認知が疎かったため、放送3日後にものまねの衣装で渋谷のセンター街でネタを披露した際に、人だかりで通行止めになった状況を後輩に撮影してもらい、その動画を既知の社員に送る売り込みをしたところ、事務所のテレビ製作の関係者から番組出演の声をかけられるようになった。
同年3月、出身地の魚沼市より、同市をPRする「魚沼特使」に委嘱された。
同年4月8日、TBS『オールスター感謝祭』内の名物企画「赤坂5丁目ミニマラソン」で初出場にして第6位の成績を収めた。
2018年3月29日、上述の『爆笑そっくりものまね紅白歌合戦スペシャル』での共演を機に知り合った山﨑夕貴（フジテレビアナウンサー）と結婚。婚姻届は陣内智則が保証人になった。
同年8月20日、吉本坂46の1期生オーディションに6次にも亘る審査を経て合格。
同年9月、自身が代表を務め、選手全員がお笑い芸人の軟式草野球チーム「GATTIN」を結成。主務・監督を担う傍ら背番号「10」をつけて内野手としても活躍している。
2019年、SWBC（軟式野球日本代表）の関東トライアウトを受け、150人の参加者から2軍合格者枠の4名に選出された。
2020年、山田幸代から引き継いで「ラクロス応援団長」に就任。
2022年7月29日、KADOKAWAより自身初の書籍「親子で楽しむ！ポジティブエクササイズ」を出版。
2023年2月3日、軽井沢プリンスホテルスキー場大回転競技大会の39歳までのレギュラーの部に出場し、5位に入賞した。
2023年3月5日、全日本マスターズスキー選手権で3位銅メダルを取る。
同年6月5日、35歳の誕生日に自身初の写真集『バースデー』を出版した。
同年7月23日放送の『FNS27時間テレビ』の企画「400m走生サバイバルレンチャン」の決勝レースで、鳥谷敬、駒野友一とのデッドヒートを制して1位でフィニッシュし、優勝賞金100万円を獲得。なお、この放送のシーンは同番組内での世帯最高視聴率(11.9%)を叩き出した。
同年12月20日、自身のブログを更新し、98万円かけて整形したことを公表した。
2024年10月、地元である新潟県に特化したYouTubeチャンネル「おばたのおニイガタch」を開設した。

## 人物
身長166cm 体重60kg。血液型はB型。
趣味はカラオケ、温泉、サウナ、草野球。
特技は草野球、創作料理、貧乏時代に作った創作料理、書道。書道ではTikTokで300万回再生・12.5万いいねがついた動画があるほど達筆ぶりを披露しているが、おばた自身は書道を習ったことがない。
資格・免許は中高保健体育教諭免許、キッズコーディネーショントレーニング、メンタルトレーニングスペシャリスト、スポーツフードスペシャリスト、スキー検定1級、スノーボードインストラクター。
渡辺謙は高校の大先輩、内村航平は大学時代の同級生である。
2008年に国際雪合戦大会で優勝した経歴を持つ。
高校1年の時に、野球部の遠征終わりに監督が運転するバスで群馬から帰る途中に新潟県中越地震を体験した。
大学でスポーツをやるにあたって、サークルには「響きがチャラチャラした感じがしてしまう」という理由で入らず、スポーツをやるなら部活動でやることを決めていた。高校2年時から志望校を日体大に決め、軟式野球部に入ることを決意していた。しかし、高校3年次の秋に地域の草野球に参加した際に、転倒して手を地面に着いた際に利き腕の右肘の靱帯を損傷。100%でボールを投げられなくなったことから野球を断念。そこで「球技で大学から始めても活躍できるスポーツで、尚且つチームで行う」条件を満たす部活としてラクロス部を選んだ。ラクロス部に所属した4年間で4回骨折した。

### 家族
実家の家族は4人兄妹（兄が2人・妹が1人）いる。自身が中学2年次の時に父親を亡くし、その年のおばたの誕生日に父親の葬儀が執り行われたという。また子供の頃に父を亡くし、母がシングルマザーとして過ごした体験は2024年の時点で自身が夫となり父となったことから「自分は絶対に死なない」という意思を強めたという。
2018年に結婚した妻の山﨑夕貴（フジテレビアナウンサー）との間に2023年8月に第1子（長男）が誕生した。

### 芸名
「おばたのお兄さん」の芸名は、ひので解散の頃、当時仲の良かった先輩の太田博久（ジャングルポケット）が自宅に招いて開かれた食事会で、新しく芸名を決めようという話になり、運動のできるキャラクターをアピールできるものが良いと考えていたところ、「体操のお兄さんっぽいから」などの理由から太田の妻・近藤千尋が発案し満場一致で命名された。

### 交友関係
藤森慎吾（オリエンタルラジオ）と仲が良く、オリエンタルラジオのトークライブで前説やダンサーを務めるほか、テレビなどでRADIO FISHのエキストラダンサーとして参加することもある。
元相方の池田のことについては「むちゃくちゃ嫌い」と話している。また池田もおもしろ荘優勝時にスタッフからおばたのことを訊かれても係わるのを拒否するほど嫌っているという。その一方で、池田はおばたの結婚については祝福のコメントをしている。現在の相方もおばたの友人で知り合いであり、その関係から池田も交際が始まった。二人の関係は修復されており、大人の関係であるといわれる。
同じピン芸人の陣内智則を尊敬し、先述の通り結婚の保証人を陣内にお願いした。また「元々コンビを組んでいたが3年で解散した」「妻がフジテレビアナウンサー」「結婚前に週刊誌で浮気が発覚する」など2人の境遇が似ており、陣内からもおばたを「ほっとけない存在」「気になる存在」と称されている。

### SNS
新型コロナウイルス感染拡大に伴う緊急事態宣言及びまん延防止等重点措置の発令で、舞台・営業・ロケなどスケジュールを占めていたほとんどの仕事が無くなり、その間に自身のInstagramのフォロワーを2ヶ月で30万人増やした。また、土佐兄弟の弟・有輝に「高校生あるある」のネタをTikTokでやることを勧めたところ、土佐兄弟のアカウントのフォロワー数が100万人を超えた。
芸人からネタをSNSでバズらせる方法についてアドバイスを求められることも多く、おばたの指導で増やしたフォロワー数は200万人に及ぶ。その功績が芸能以外の業界にも噂が広がり、全国の地方自治体や過疎地域、認知度の低い観光地などに赴いてSNS指導をする仕事を務めている。

## 芸風

### ものまね
小栗旬のモノマネを得意とし、それを取り入れたショートコント（本人曰く「ショート小栗」）を持ちネタとする。きっかけは『クローズZERO』出演時の小栗が格好良くて、出演作品を見て真似し始めたため。特に有名なのは『花より男子2』の花沢類役の小栗の真似で、「まーきのっ」とヒロインの名前を呼びながら首をかしげるシーンを再現している。なお本物の小栗が役作りに合わせて頻繁に髪型を変えるため、地毛は変えずカツラを用いている。同じく小栗旬のモノマネを得意とする土佐兄弟の土佐有輝と、『マロンマロン』というユニットで漫才をしたこともある。他のモノマネネタには池谷直樹、森山直太朗、パク・ジニョン、花輪和彦（ちびまる子ちゃん）などがある。
自身のYouTubeではスタジオジブリの作品や『花より団子』のドラマ、小栗旬を起用したCMなどのパロディを一人で何役もこなして、作中のシーンを再現した動画を投稿している。

### アスリート芸人
アスリート芸人としても活動し、自身のInstagramにはシックスパックに割れた腹筋を披露した。
バク転とバク宙ができ、吉本坂46の第二次審査で披露した。TBS『究極の男は誰だ!?最強スポーツ男子頂上決戦』に出演した際には、ロンダートからバク転4回、最後にバク宙を決めるパフォーマンスを魅せた。
先述の通り『オールスター感謝祭』内の「赤坂5丁目ミニマラソン」では2017年春の初出場時に第6位でフィニッシュ（その回の優勝者は森脇健児）。なお2周目を走っている途中、沿道で応援していた観客からの「まーきのっ！まーきのっ！」コールに対し、首を傾げるサービスを魅せた。最高成績は2018年秋の第3位（第2位は森脇、優勝はウィルソン・キプサング・キプロティチ）で、最終周の心臓破りの坂までは1位で走っていた。
TBS『SASUKE』には2021年の第39回大会に初出場し、以前はオーディションに応募したこともあり、嘗ては収録見たさに、収録が行われている緑山スタジオを原付バイクで徘徊したほど番組のファン。初出場の結果は1st STAGEの第4エリア・フィッシュボーンでリタイア（ゼッケン66）。2回目の出場となった第40回記念大会は、第5エリアのドラゴングライダーでリタイア（ゼッケン3938）。3回目の出場となった第41回大会は、またしても第4エリア・フィッシュボーンでリタイア（ゼッケン46）。
フジテレビ『千鳥の鬼レンチャン』内の企画「400m走サバイバルレンチャン」（400m走を連続で行うサバイバル対決）には第1回から連続して参加している。2022年8月放送の第1回、2023年1月放送の第2回ともにサッカー元日本代表の大久保嘉人に競り負け最終レース2着。同年7月生放送の『FNS27時間テレビ』内で行われた第3回では、大久保が早々に脱落し、最終レースでは野球元日本代表の鳥谷敬に競り勝ち、初優勝を果たした。

## 身体能力
- 垂直跳びは73cm[動画 5]。
- 50mのベストタイムは6.02秒[37]。
- バク転、バク宙、壁宙ができる。

## 出囃子
- 嵐の「Love so sweet」/「花より男子」の主題歌。

## ものまねレパートリー

### 人物
- 池谷直樹 - MONSTER BOXでの独特な助走まね
- 小栗旬
- きただにひろし
- 松陰寺太勇（ぺこぱ）
- Taka (ONE OK ROCK)
- 堂本剛（KinKi Kids）
- パク・ジニョン
- 森山直太朗

### アニメシリーズ
- 鬼滅の刃
  - 鱗滝左近次
  - 伊之助
  - 鎹鴉
- ちびまる子ちゃん
  - さくら友蔵
  - 永沢君男
  - 野口笑子
  - 花輪和彦
  - 浜崎憲孝（はまじ）
  - 藤木茂
  - 丸尾末男
  - 山田笑太
  - キートン山田（ナレーション）
- サザエさん
  - タラちゃん
  - マスオさん
  - アナゴさん
- ドラえもん
  - ジャイアン
  - ジャイ子
  - 剛田家の母ちゃん
  - のび太の先生
- ONE PIECE
  - ウソップ
- もののけ姫
  - アシタカ
  - 乙事主
  - 甲六
  - ジコ坊
  - 猩々
  - モロ
- 千と千尋の神隠し
  - 頭
  - カエル
  - 釜爺
  - 番台の兄役
- 魔女の宅急便
  - トンボ
- となりのトトロ
  - カンタのおばあちゃん
- ハウルの動く城
  - カルシファー

## 出演

### テレビ
- NHK俳句「俳句さく咲く!」（NHKEテレ 第4日曜 6:35-7:00 2015年4月-）
- 超ハマる!爆笑キャラパレード（2016年11月26日、フジテレビ）初出演（この日は土佐兄弟の有輝と一緒に、共に小栗旬の物真似をするコンビ「マロンマロン」を組んで出演）、以後イレギュラー出演
- 爆笑そっくりものまね紅白歌合戦（フジテレビ）
- さんまのお笑い向上委員会（フジテレビ）- モニター横芸人
- ものまね王座決定戦（フジテレビ）- '17年準決勝進出・'22年第18位。
- オールスター感謝祭（TBS）- 「赤坂5丁目ミニマラソン」に「運動自慢男子」として出演。最高順位3位。
- それって!?実際どうなの課（日本テレビ）
- しずおか びっくりTV（静岡放送）- びっくりハンター
- 千鳥の鬼レンチャン（フジテレビ）- 「400m鬼レンチャン」1回優勝・2回準優勝、「筋トレサバイバルレンチャン」準優勝。
- 千鳥のクセスゴ!（フジテレビ）

### テレビドラマ
- 突然ですが、明日結婚します 第1話（2017年1月23日、フジテレビ） - 本人 役[38]
- MASKMEN 第5話「岐路」（2018年2月10日、テレビ東京）
- 健康で文化的な最低限度の生活 最終話（2018年9月18日、カンテレ・フジテレビ系） - 吉川雅則 役[38]
- ザ・リアリティ・ショー～突然コマーシャルドラマ2～（2019年4月20日、フジテレビ）
- 来世ではちゃんとします 第2話・第6話（2020年1月16日・2月13日、テレビ東京） - Eくん 役[39]
  - 来世ではちゃんとします2 第1話 - 第7話（2021年8月12日 - 9月23日）[40][41]
  - 来世ではちゃんとします3（2023年1月5日 - ）
- やっぱりおしい刑事 第2回（2021年3月14日、NHK BSプレミアム） - ファイト山田 役
- しもべえ 第2話（2022年1月14日、NHK総合） - 講師・森宮秀一 役[42]
- ユニコーンに乗って 第7話・第8話（2022年8月16日・23日、TBS） - 横山拳司 役[43]
- 警視庁強行犯係 樋口顕 Season2 最終話（2022年9月2日、テレビ東京） - 笹岡陽一 役[44]
- 弁護士ソドム 第1話（2023年4月28日、テレビ東京） - 大森琢磨 役[45]
- 私の知らない私（2025年1月9日 - 3月20日、読売テレビ・日本テレビ） - 溝口雄太 役[46]

### 舞台
- トムとジェリー 夢よもう一度（2019年） - ブッチ 役
- Oh My Diner（2020年11月7日 - 15日、品川プリンスホテルステラボール） - ザック 役[47]
- ミュージカル「ウェイトレス」（2021年3月9日 - 30日、日生劇場 / 地方） - オギー 役[48]
  - ミュージカル「ウェイトレス」再演（2025年4月、日生劇場 / 5月、Niterra日本特殊陶業市民会館 フォレストホール / 5月、梅田芸術劇場 メインホール / 5月、博多座）[49]
- 舞台「千と千尋の神隠しSpirited Away」- 青蛙 役[50]
  - 2022年2月 - 3月、帝国劇場 / 4月、梅田芸術劇場 / 5月、博多座 / 6月、札幌文化芸術劇場 / 6月 - 7月、御園座
  - 2024年3月、帝国劇場 / 4月、御園座 / 4月 - 5月、博多座 / 4月 - 8月、ロンドン・コロシアム / 5月 - 6月、梅田芸術劇場 / 6月、札幌文化芸術劇場[51]
- ミュージカル「トッツィー」（2024年1月10日 - 30日、日生劇場 / 2月5日 - 19日、梅田芸術劇場メインホール / 2月24日 - 3月3日、御園座 / 3月8日 - 24日、博多座 / 3月29日・30日、岡山芸術創造劇場） - マックス・ヴァン・ホーン 役（Wキャスト）[52]
- Live Entertainment Show 〜You＆I〜 （2025年9月15日〈予定〉、I'M A SHOW）[53]

### ウェブテレビ
- QUIZOOM（2020年5月4日、5日、AbemaTV）- チャレンジャー[54]
- 街録ch〜あなたの人生、教えて下さい〜（2021年、YouTube番組）[動画 6]

### 書籍
- 親子で楽しむ！ポジティブエクササイズ（2022年7月29日、KADOKAWA）